# كيرن أومالي
كيرن أومالي (بالإنجليزية: Kieran O'Malley)‏ (12 مايو 1988 في المملكة المتحدة - ) هو لاعب كرة طائرة بريطانيا العظمى. شارك في الألعاب الأولمبية الصيفية 2012.

## وصلات خارجية
- كيرن أومالي على موقع عالم الكرة الطائرة (الإنجليزية)
- كيرن أومالي على موقع أوليمبيديا (الإنجليزية)
- كيرن أومالي على موقع اللجنة الأولمبية البريطانية (الإنجليزية)